# Le Sueur River
Der Le Sueur River ist ein 178 km langer Nebenfluss des Blue Earth River im Süden Minnesotas.
Der Le Sueur River entwässert ein Gebiet von 2280 km² und ist über den Blue Earth River und den Minnesota River ein indirekter Nebenfluss des Mississippi River.

## Lauf
Der Fluss entspringt in der Hartland Township im Nordwesten des Freeborn Countys und fließt anfänglich nordwärts durch den äußersten Südwesten des Steele County ins Waseca County und dann westwärts in einem sich windenden Verlauf zum Blue Earth County. Dabei passiert er die Stadt St. Clair. Er mündet südwestlich von Mankato in den Blue Earth River, nur etwa 5 km oberhalb der Mündung des Blue Earth Rivers in den Minnesota River.
Die größten Nebenflüsse sind Cobb River und Maple River, die etwa 10 km beziehungsweise 13 km oberhalb der Mündung von Süden her münden. Ein weiterer Nebenfluss des Le Sueur River ist der Little Le Sueur River, der im Waseca County in den Le Sueur River mündet.
Der größte Teil seines Flusslaufes fließt der Le Sueur auf Grundmoränenebenen und der Fläche eines früheren glazialen Sees. Ausläufer der Big Woods, einem Gebiet mit Hartholzvegetatation, die inzwischen weitgehend in landwirtschaftliche Nutzflächen umgewandelt wurden, bildeten ursprünglich den Flusssaum auf dem Weg südwärts. Etwa 84 % des Einzugsgebietes des Blue Earth Rivers wird landwirtschaftlich genutzt, zumeist durch den Anbau von Mais und Sojabohnen.

## Abflussmenge
Der United States Geological Survey unterhält einen Pegel in der Nähe des Rapidan Township, etwa 3 km oberhalb der Flussmündung. Im langjährigen Durchschnitt zwischen 1940 und 2005 betrug die Schüttung 16 m³/s. Der höchste Wert wurde am 8. April 1965 mit 699 m³/s gemessen, der niedrigste war am 9. Februar 1959 fast 0 m³/s gewesen.